# Убінський район
Убінський район — муніципальне утворення в Новосибірській області Росії.
Адміністративний центр — село Убінське.

## Географія
Район розташований в центральній частині Новосибірської області. Межує з Сєвєрним, Куйбишевським, Барабинським, Здвінським, Доволенським, Каргацьким, Чулимським і Коливанським районами Новосибірської області, а також Томською областю.
Територія району за даними на 2008 рік — 1376 тис. га, в тому числі сільгоспугіддя — 326,1 тис. га (23,7 % всієї площі), 31 % території зайнято лісами, чагарниками, 42 % заболочено. На території району розташоване озеро Убінське — друге за величиною в області.

## Історія
Район утворений в 1925 в складі Барабинського округу Сибірського краю, з 1930 у складі Західно-Сибірського краю. У 1937 році район був включений до складу новоствореної Новосибірської області.

## Економіка
Сільське господарство — основна галузь району, яке у валовому обсязі виробництва продукції та послуг району займає більше 45 %. В районі діють 12 сільськогосподарських підприємств, 5 фермерських господарств. Сільськогосподарським виробництвом зайнято 2,78 тис. осіб — це 15 % населення.

## Населення
| 2002    | 2009    | 2010    | 2011    | 2012    | 2013    | 2014    |
| ------- | ------- | ------- | ------- | ------- | ------- | ------- |
| 19 300  | ↘17 505 | ↘17 300 | ↘16 208 | ↘15 843 | ↘15 555 | ↘15 270 |
| 2015    | 2016    | 2017    | 2018    | 2019    |         |         |
| ↘15 094 | ↘14 907 | ↘14 696 | ↘14 509 | ↘14 339 |         |         |